# Un paese ci vuole
Un paese ci vuole è il terzo album in studio di Dimartino, pubblicato il 21 aprile 2015.

## Descrizione
Il disco è stato anticipato, il 3 aprile 2015, dalla diffusione del singolo Come una guerra la primavera. Hanno collaborato a due brani Francesco Bianconi, frontman dei Baustelle, e Cristina Donà, che cantano rispettivamente in Una storia del mare (di cui Bianconi è anche coautore) e I calendari.
Il titolo è tratto da un passaggio del romanzo La luna e i falò di Cesare Pavese, dove si può leggere il passaggio: «Un paese ci vuole, non fosse che per il gusto di andarsene via. Un paese vuol dire non essere soli, sapere che nella gente, nelle piante, nella terra c'è qualcosa di tuo, che anche quando non ci sei resta ad aspettarti», che ha spinto Antonio Di Martino a creare una sorta di concept album avente il "paese" come tema.
Il disco è stato registrato in una casa di campagna in Sicilia, nei pressi di Misilmeri (Palermo) con la collaborazione di Francesco Vitaliti, mentre Antonio "Cooper" Cupertino e Fabio Rizzo hanno prodotto e mixato il disco a Milano, al San Pedro Studio dello stesso "Cooper".
Nel brano A passo d'uomo si può ascoltare la voce del nonno di Antonio Di Martino, Nino.

## Tracce
1. Come una guerra la primavera – 3:47 (Antonio Di Martino)
2. Niente da dichiarare – 3:38 (Antonio Di Martino)
3. La vita nuova – 4:13 (Antonio Di Martino)
4. Da cielo a cielo – 3:13 (Antonio Di Martino)
5. Una storia del mare (feat. Francesco Bianconi) – 3:52 (Antonio Di Martino, Francesco Bianconi)
6. La foresta – 1:49 (Angelo Di Mino)
7. Case stregate – 3:52 (Antonio Di Martino)
8. L'isola che c'è – 3:31 (Antonio Di Martino)
9. Stati di grazia – 3:36 (Antonio Di Martino)
10. La montagne – 3:23 (Antonio Di Martino)
11. A passo d'uomo – 0:41 (Antonio Di Martino)
12. I calendari (feat. Cristina Donà) – 3:37 (Antonio Di Martino)

Durata totale: 39:12

## Formazione
Gruppo
- Antonio Di Martino - voce, chitarre, basso
- Angelo Trabace - cori, pianoforti, synth
- Giusto Correnti - batteria, percussioni, cori

Collaboratori e ospiti
- Francesco Incandela - violino
- Angelo Di Mino - violoncello
- Angelo Sicurella, Serena Ganci - cori
- Sergio Calì - marimba
- Fabio Rizzo - slide guitar
- Alessandro Presta - tromba
- Antonio “Cooper” Cupertino - percussioni
- Donato Di Trapani - synth
- Francesco Bianconi - voce
- Cristina Donà - voce